# گیرنده عامل رشد
گیرنده فاکتور رشد (انگلیسی: Growth factor receptor) یک گیرنده ی زیستی است که با عامل رشد پیوند برقرار می‌کند. این گیرنده معمولاً از مسیرهای JAK/STAT, پروتئین کیناز فعال‌شده با میتوژن و PI3 kinase بهره می‌گیرد.